# John Tomac
John Tomac (Chatsworth, 3 de noviembre de 1967) es un deportista estadounidense que compitió en ciclismo de montaña en las disciplinas de campo a través y descenso.
Ganó tres medallas en el Campeonato Mundial de Ciclismo de Montaña, en los años 1991 y 1997.
Competía con una bicicleta de montaña adaptada con manillar de carretera y palancas de cambio de ciclocrós, que es considerada la precursora de la bicicleta de gravel.

## Medallero internacional
| Campeonato Mundial | Campeonato Mundial   | Campeonato Mundial | Campeonato Mundial |
| Año                | Lugar                | Medalla            | Competición        |
| ------------------ | -------------------- | ------------------ | ------------------ |
| 1991               | Barga (Italia)       | Medalla de oro     | Campo a través     |
| 1991               | Barga (Italia)       | Medalla de plata   | Descenso           |
| 1997               | Château-d'Œx (Suiza) | Medalla de plata   | Descenso           |